# Ixia campanulata
Ixia campanulata là một loài thực vật có hoa trong họ Diên vĩ. Loài này được Houtt. miêu tả khoa học đầu tiên năm 1782.